# جادو (تلما)
جادو (magick) یک اصطلاح مورد استفاده برای نشان دادن و تمیز جادوی اجرایی از تردستی و شعبده بازی توسط آلیستر کراولی است. کراولی جادو را اینگونه تعریف می نماید "علم و هنر ایجاد تغییر مطابق با اراده". کراولی بیان میکند که "از جهت نظری امکان ایجاد هر تغییری در هر شی امکان پذیر است مادامی که آن شی توانایی ذاتی و طبیعی آن تغییر را داشته باشد".
کراولی ، جادو را به عنوان روش اساسی برای رسیدن به درک واقعی از خود شخص و عملکردش مطابق با اراده واقعی خود می دانست ، که آن را آشتی "بین اختیار و سرنوشت" معرفی می کرد. کراولی این روند را در کتاب  جادو،کتاب 4 اینگونه توصیف می کند :
شخص باید خود این موضوع را دریابد و اطمینان حاصل کند که بدون شک ، "چه کسی" است ، "چه چیزی" است ، "چرا" هست. از این رو با آگاهی از سیر مناسب پیگیری است ، نکته بعدی درک شرایط لازم برای پیگیری آن است. پس از آن ، فرد باید هر عنصر بیگانه یا خصمانه که مانع از موفقیتش است را از خود دور کند و قسمتهایی از خود را که بطور ویژه برای کنترل شرایط فوق‌الذکر مورد نیاز است ، توسعه دهد.

## تعاریف و هدف کلی جادو
کرولی جادو را چنین تعریف کرد: "علم و هنر ایجاد تغییر مطابق با اراده".  وی این موضوع را با یک فرضیه ، و بیست و هشت قضیه ، بیان و به شرح جزئیات این موضوع می پردازد. اولین شفاف سازی وی در مورد فرضیه است ، که در آن وی اظهار می دارد "هر نوع تغییر با استفاده از نوع و درجه مناسب نیرو به شیوه مناسب ، از طریق محیط مناسب به شی مناسب انجام می شود."  وی ادامه می دهد:
جادو علم شناخت خود و شرایط خود است. و هنر استفاده از این درک در عمل است.
1. ↑  Crowley, Aleister. Magick, Book 4. p. 127. What is a Magical Operation? It may be defined as any event in nature which is brought to pass by Will. We must not exclude potato-growing or banking from our definition. Let us take a very simple example of a Magical Act: that of a man blowing his nose.
2. ↑  Crowley, Aleister. "A Lecture on the Philosophy of Magick". The Revival of Magick. p. 207.
3. ↑  Magick in Theory and Practice, Book 3 of 4 by Aleister Crowley
4. ↑  Crowley (1973), ch 1.
5. ↑  Magick in Theory and Practice